# 入鹿別駅
入鹿別駅（いりしかべつえき）は、北海道勇払郡厚真村字入鹿別（現厚真町鹿沼）にあった鉄道省富内線の鉄道駅（廃駅）である。
1943年11月1日に日高本線と並行することから不要不急線となって休止され、そのまま復活することはなかった。

## 歴史
- 1923年（大正12年）11月11日  - 北海道鉱業鉄道（後の北海道鉄道（2代））金山線の停留場として開業[1][2]。駅名読みは「いるしかべつ」[1]。旅客のみ取扱い[2]。
- 1924年（大正13年）3月3日 - 鉄道会社名を北海道鉄道（2代目）に改称、それに伴い同鉄道の駅となる。
- 1928年（昭和3年）2月29日認可 - 停車場に変更[2]。
- 1943年（昭和18年）
  - 8月1日 - 戦時買収により国有化[2]。富内線の駅となる。「いるしかべつ」から「いりしかべつ」に改称[2]。
  - 11月1日 - 営業休止[2]。

## 駅周辺
- 入鹿別尋常小学校（1923年）[3]

## 利用状況
1923年（大正12年）11月-1924年（大正13年）3月　の乗降者数：552人（1日当たり約4人）

## 隣の駅
鉄道省
富内線
上厚真駅 - 入鹿別駅 - 豊城駅